# ابرویی قفقازی

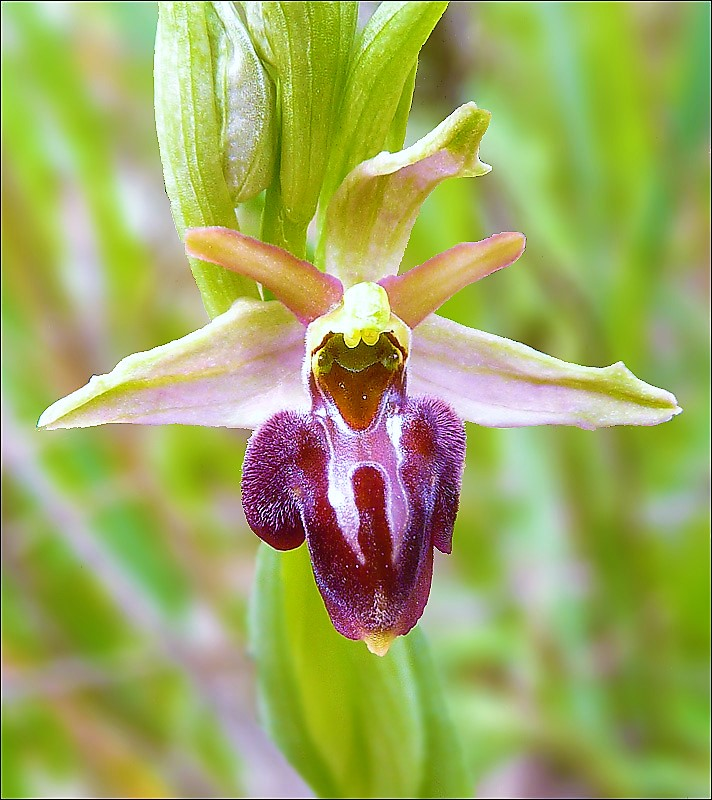
ابرویی قفقازی

ابرویی قفقازی (نام علمی: Ophrys caucasica) (به ارمنی: Sardakir mexvakir، Սարդակիր Մեղվակիր) (به ترکی آذربایجانی: خاری بولبول، Xarıbülbül) (به گرجی: ფუტკრის-დედა، put'k'ris-deda) یک گیاه گل‌دهنده از سردهٔ ابرویی است. این گیاه بومی قفقاز است و در مناطق متعددی در ارمنستان، آذربابجان، گرجستان و روسیه یافت می‌شود.
پراکنش کلی این گونه به گفته دلفورگ، از توده‌های ساحلی شمال شرق آناتولی، از ترابزون در غرب تا دریای خزر در شرق است.

## نمادگرایی

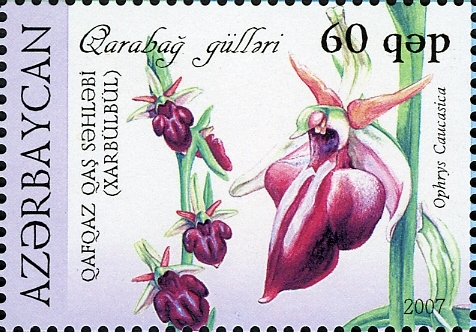
تمبر متعلق به جمهوری آذربایجان

گیاه ابرویی قفقازی در جمهوری آذربایجان از قدیم به نام «خاری‌بلبل» خوانده می‌شود. در جمهوری آذربایجان به عنوان نمادی از یاد و خاطره سربازان کشته شده در جنگ دوم قره‌باغ پذیرفته شده‌است. از آغاز درگیری قره‌باغ، خاری‌بلبل به نمادی از مبارزه مردم آذربایجان تبدیل شد. پس از اشغال قره‌باغ نیز، خاری‌بلبل برای بسیاری نماد درد، اندوه و حسرت بود. هرگاه خاری‌بلبل در فرهنگ، هنر و ادبیات آذربایجان به کار رفته مشخصا اشاره به قره‌باغ بوده‌است.
خاری‌بلبل همچنین در اسطوره‌های باستانی ترک‌ها بسیار ذکر شده‌است؛ مثلاً بلبل غمگین در اساطیر ترکی باستان به عنوان آخرین امید سربازی که در نبرد به شدت مجروح شده بود، شناخته می‌شد. همچنین بر اساس افسانه‌های باستانی ترک، یکی از جانفشانان «اغوزخان»، پیراهن خونین خود را پاره کرده و بر پای بلبلی که همیشه همراهش بوده، می‌بندد و برای معشوق خود «آیبوکه» می‌فرستد.
ارلان جورابکوف، نویسنده قرقیز نیز در داستان «جارخی بلبل» در مورد اساطیر باستانی ترک بسیار صحبت کرده‌است. به گفته بسیاری، خاری‌بلبل پرنده‌ای اهلی بود. برخی از محققان معتقدند که این نوع بلبل فقط توسط رزمندگان و سرداران جنگی استفاده می‌شد.
آغابیگم جوانشیر دختر خان قره‌باغ اصالتاً اهل شوشی بود او بین سال‌های ۱۸۰۱ تا ۱۸۳۲ همسر فتحعلی شاه قاجار شد و بعدها به عنوان حاکم قم در این شهر زندگی می‌کرد.
شعر ترکی منسوب به آغابیگم در مورد خاری‌بلبل به جا مانده‌است:
| وطن باغی آل-الواندیر    |  | یوخ ایچینده «خاری بلبل» |
| عؤمور سورمه‌لی دؤوراندیر |  | سسین گلسین باری بلبل    |

خاری‌بلبل پس از جنگ دوم قره‌باغ و به مناسبت بزرگداشت کشتگانی که در جنگ دوم قره‌باغ جان خود را از دست دادند، به عنوان نمادی از یاد کشته‌شدگان و پیروزی ارتش آذربایجان رواج یافت.
این جنگ که از ۲۷ سپتامبر تا ۱۰ نوامبر ۲۰۲۰ ادامه داشت، پس از غلبه ارتش آذربایجان و پس از آزادسازی شوشی به پایان رسید و نماد خاری‌بلبل که در شبکه‌های اجتماعی هم بسیار منتشر می‌شد به نماد پیروزی و غرور آذربایجان تبدیل شد.
در سال ۲۰۱۴، نمایشگاهی با عنوان «گل صلح و عشق، خاری‌بلبل» توسط خودمختاری فرهنگی فدرال ملی آذربایجانی‌ها در روسیه برگزار شد. در مارس ۲۰۱۴، مراسم معرفی گل خاری‌بلبل در هنرستان باغ گیاه‌شناسی ایالات متحده برگزار شد.
جشنواره بین‌المللی موسیقی فولکلوری خاری‌بلبل در ماه مه در هنگام شکوفه دادن گل «خاری‌بلبل» برگزار می‌شود که پنجمین دوره این جشنواره بین‌المللی در شهر شوشی، پایتخت فرهنگی جمهوری آذربایجان برگزار شده است. این جشنواره که توسط بنیاد حیدر علی‌اف و با حضور نوازندگان و گروه‌های رقص از کشورهای مختلف و همچنین گروه‌های محلی از مناطق مختلف آذربایجان برگزار می‌شود